# Palestijnse schijftongkikker
De Palestijnse schijftongkikker (ook zwartbuikschijftongkikker) (Latonia nigriventer) is een tot 2011 uitgestorven gewaande kikker uit de familie Alytidae. De soort werd voor het eerst wetenschappelijk beschreven door Heinrich Mendelssohn en Heinz Steinitz in 1943. De soort werd lange tijd tot het geslacht Discoglossus gerekend, maar is in 2013 in het geslacht Latonia ingedeeld. Alle andere soorten uit het geslacht Latonia zijn al 15.000 jaar geleden uitgestorven en zijn bekend uit het Pleistoceen.

## Uiterlijke kenmerken
De kleur is bruin met donkere tot zwarte onregelmatige vlekken op de rug, afgewisseld met meer geelbruine vlekjes en een driehoekige geelbruine vlek op de bovenzijde van de kop. De buik is opvallend gekleurd; zwart met kleine, ronde vlekjes. Verschillen met de algemeen voorkomende schijftongkikker (Discoglossus pictus) zijn de kortere snuit en de langere poten. Over de verschillende kleurvariaties is echter vrijwel niets bekend, de lengte is ongeveer 5 tot 8 centimeter.

## Algemeen
De soort werd ontdekt in 1940 en wetenschappelijk beschreven in 1943. Er zijn slechts vijf exemplaren gevangen waarvan er twee geconserveerde exemplaren bewaard zijn gebleven, twee geconserveerde kikkervisjes en een juveniel zijn verloren gegaan. De kikker leefde in de Chulavallei in noordelijk Israël, die in het begin van de onafhankelijkheid werd drooggelegd om ruimte te maken voor de landbouw. Sinds 1955 was de Palestijnse schijftongkikker niet meer waargenomen, wat het zeer onwaarschijnlijk maakte dat er nog exemplaren in leven waren. Toch stond de soort in Israël zelf nog te boek als ernstig bedreigd omdat men hoopte op een relictpopulatie in de naast de Chulavallei gelegen Golanhoogten. In 2011 is de soort daadwerkelijk weer gesignaleerd.